# Dovre kommun
Dovre kommun (norska: Dovre kommune) är en kommun i Innlandet fylke i Norge. Kommunens centralort är Dovre medan den kommersiella och kommunikationsmässiga huvudorten är kommunens enda tätort Dombås. 

## Administrativ historik
Dovre kommun grundades 1863 genom en delning av Lesja kommun. 1970 överfördes ett område med 11 invånare till Folldals kommun.

## Tätorter
I Dovre kommun finns en tätort:
- Dombås

Centralorten Dovre har tidigare räknats som en tätort men uppfyller inte längre kriterierna.

## Socknar
Inom Norska kyrkan är Dovre kommun indelad i två socknar:
- Dombås socken
- Dovre socken

Socknarna ingår i Nord-Gudbrandsdals prosteri i Hamars stift.

## Bilder

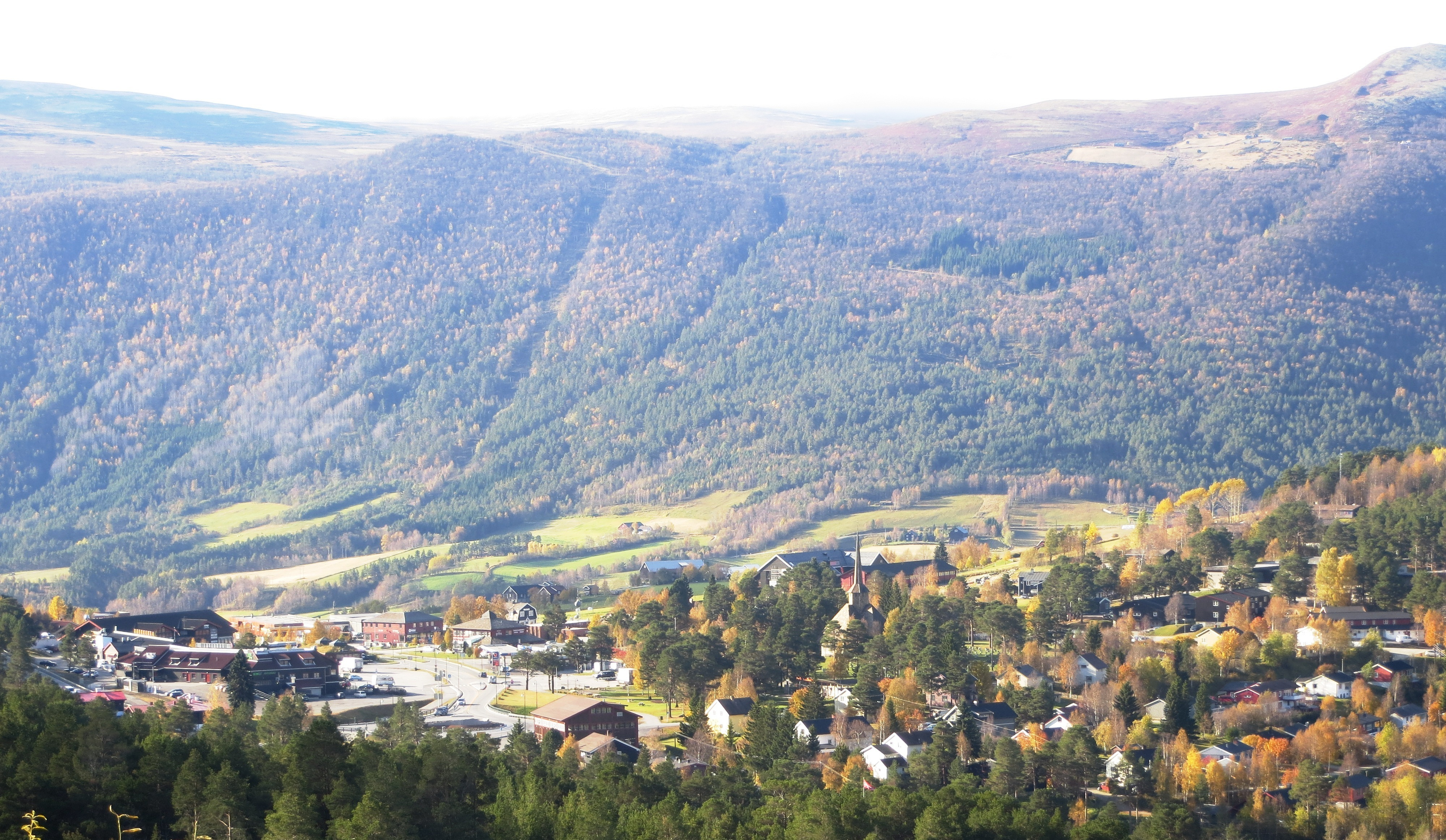
Dombås.
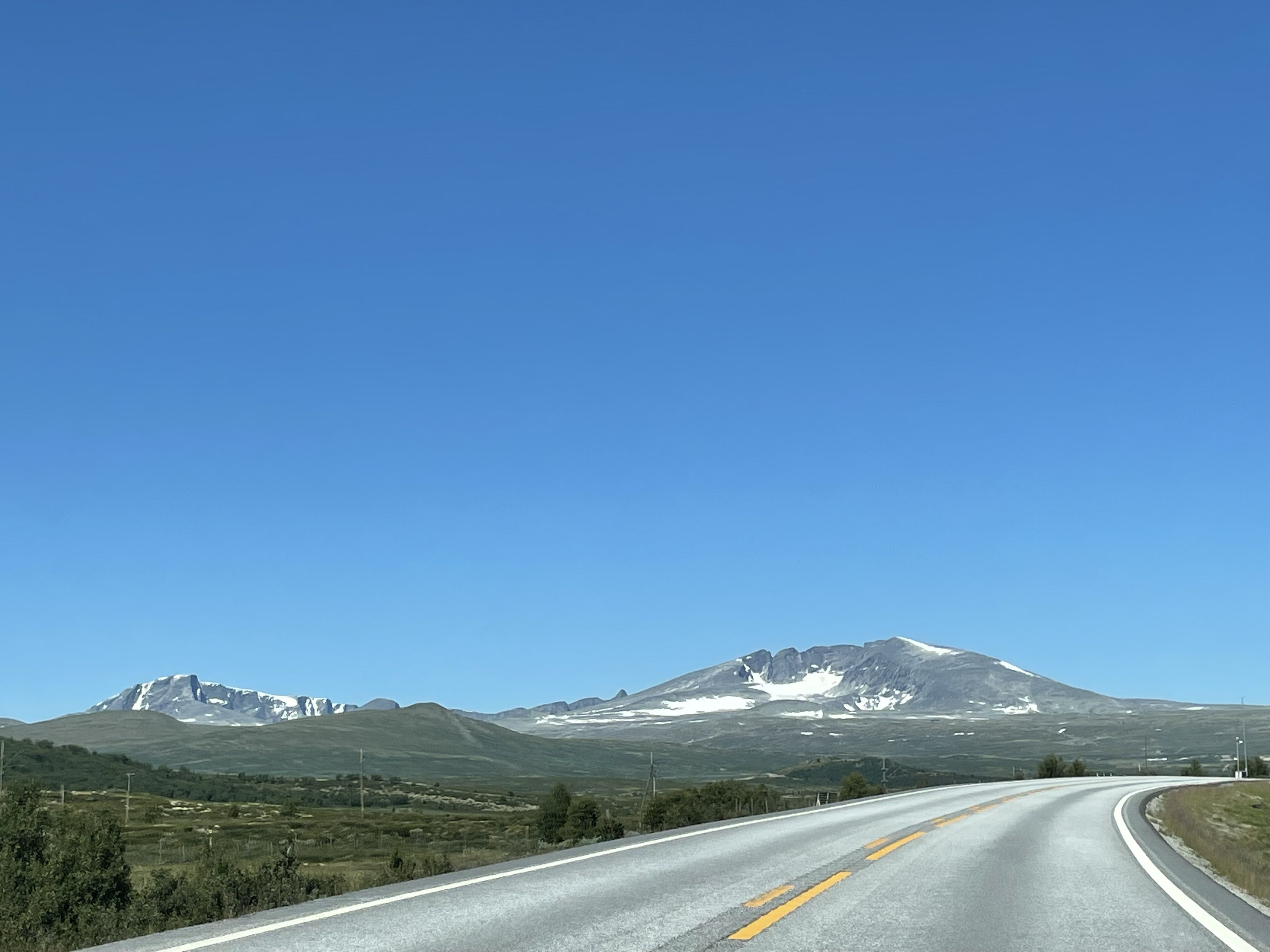
Europaväg 6 vid Hjerkinn.
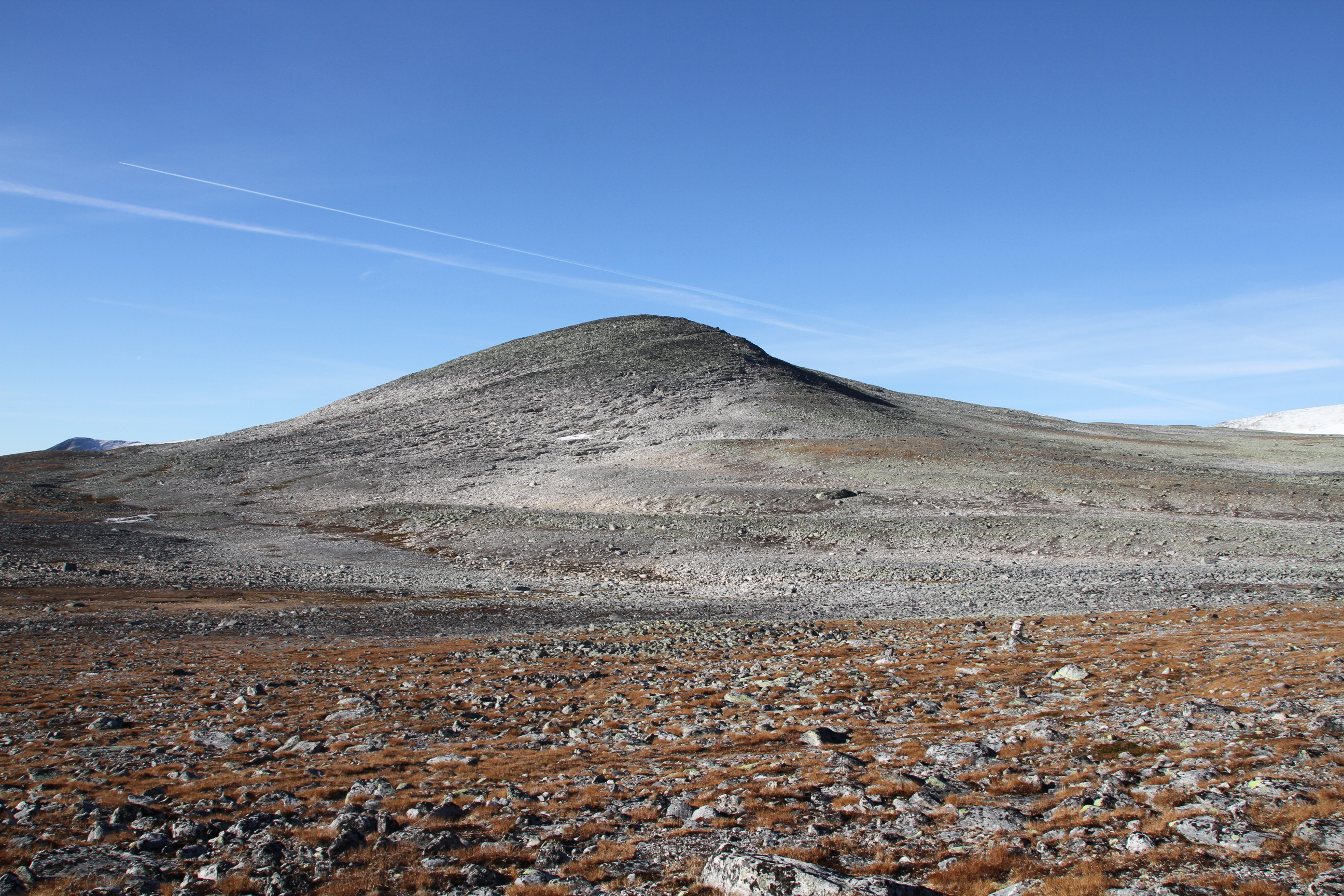
Fjället Veslhetta (1669 m ö.h.) i Dovrefjell.
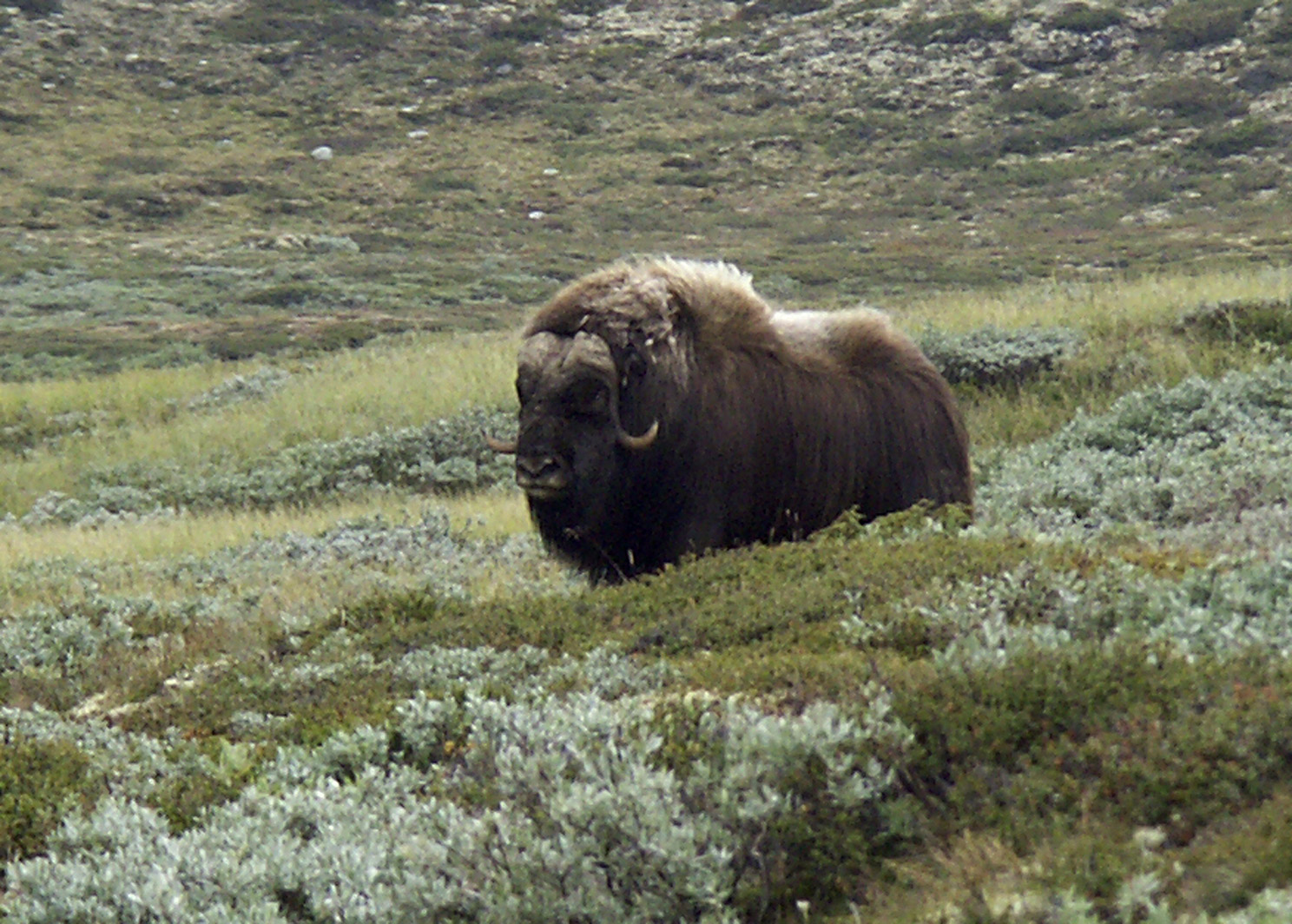
Myskoxe i Dovrefjell.